# Edmond Jabès
Edmond Jabès född 17 april 1912, i Kairo, död 2 januari 1991, i Paris, var en fransk-judisk författare och poet.
Jabès studerade i Paris på 1930-talet. När Egypten 1956 under Suezkrisen utvisade sin judiska befolkning flydde han till Frankrike. Han blev fransk medborgare 1967.